# Chlorophorus drumonti
Chlorophorus drumonti är en skalbaggsart som beskrevs av Dauber 2004. Chlorophorus drumonti ingår i släktet Chlorophorus och familjen långhorningar. Inga underarter finns listade i Catalogue of Life.